# Constant Huysmans
Constant Huysmans (Antwerpen, 1928. október 11. – 2016. május 16.) belga labdarúgóhátvéd.
A belga válogatott tagjaként részt vett az 1954-es labdarúgó-világbajnokságon.